# リリー・ラボー
リリー・ラボー（Lily Labeau, 1991年1月20日 - ）は、アメリカ合衆国のポルノ女優。ワシントン州出身。

## 出演作品
- アメコミヒーロー絶倫スペシャル
- エロパロ・オブ・ザ・デッド　ジェイソンはまだ勃っていた
- マン・ズリ・シテェール／スーパーマン棒 vs オッパイダーマン
上記タイトルのDVDは日本ではコンマビジョン（BOOB CITYレーベル）から発売。
- ハードコア・ハロウィン
上記タイトルのDVDは日本ではアルバトロスから発売。